# Pokolj u Kusonjama 8. rujna 1993.
Pokolj u Kusonjama je bio ratni zločin koji se zbio 8. rujna 1993., pri obilježavanju druge godine tragične obljetnice pogibije 20 hrvatskih branitelja u četničkoj zasjedi kod Kusonja nedaleko od Pakraca.
Na istom mjestu gdje je 20 hrvatskih branitelja poginulo, napravljeno je spomen-obilježje. Prigodom druge obljetnice odavanja počasti i postavljanja spomen-vijenca, eksplozijom podmetnute nagazne mine poginule su tri osobe, a 11 ih je ozlijeđeno. Žrtve ovog zločina su bile majke okrutno smaknutih hrvatskih branitelja i hrvatsko vojno-policijsko osoblje, koje je postavljalo vijenac. Događaj su dokumentirale i televizijske kamere.
Takvo nešto se nije smjelo dogoditi, jer je UNPROFOR morao osigurati to područje. Pukovnik argentinskih pripadnika UNPROFOR-a Bendini je 9. rujna 1993. priznao poslije tragedije u Kusonjama, u Pakracu da u svemu ima i njegove krivnje i odgovornosti.

## Sjećanje na žrtve
Danas se u Kusonjama nalazi kapela Male Gospe, izgrađena zahvaljujući majkama poginulih hrvatskih branitelja. Izgradnjom iste je odana počast sinovima rastuženih i ranjenih majki na mjestu dvostrukog četničkog zločina.
Snimljen je i film Priča o zlatnom lančiću, koji prikazuje tragičnu obiteljsku priču unesrećene majke, kada je pri ekshumaciji i identifikaciji žrtava, majka prepoznala sina po zlatnom lančiću i križu kojeg je nosio oko vrata.

## Poveznice
- Pokolj u Kusonjama 8. rujna 1991.
- Logor Bučje
- Logor Branešci
- Popis masovnih zločina nad Hrvatima u Domovinskom ratu

## Vanjske poveznice
- www.lipik.net:  Arhivirana inačica izvorne stranice od 11. listopada 2008. (Wayback Machine) Petnaesta obljetnica masakra u Kusonjama
- Hrvatski informativni centar - HIC
- Članak u "Vjesniku"[neaktivna poveznica] Deveta obljetnica pokolja
- Portal Hrv. kult. vijeća Cestom mučeništva - Kusonje, Španovica, Bučje
- Kusonje na fallingrain.com